# Abditomys latidens
Abditomys latidens är en gnagare i familjen råttdjur  som är endemisk till Filippinerna. Abditomys latidens beskrevs först av Sanborn 1952 och är den enda arten i släktet Abditomys. Inga underarter finns listade.
Denna gnagare är bara känd från två områden på ön Luzon. En av dem ligger 2200 meter över havet. Bergstrakten är täckt av skog med tät undervegetation. Det andra fyndet är från en risodling. På grund av artens tanduppsättning antas att den äter bambu eller andra grässorter. Exemplaren är antagligen nattaktiva och de klättrar troligtvis i växtligheten.
Arten blir cirka 22 cm lång (huvud och bål) och har en 24 till 27 cm lång svans. Vikten ligger vid 270 g. Den borstiga långa pälsen på ovansidan är brunaktig och undersidan är ljusare brun till gråaktig. Svansen är bara glest täckt med hår. I motsats till de flesta andra råttdjuren har Abditomys latidens en nagel vid stortån istället för en klo. Klorna på de andra tårna är skarpa. Arten skiljer sig även i avvikande detaljer av skallens och tändernas konstruktion från andra råttdjur.
Troligtvis påverkas beståndet av skogens omvandling till jordbruksmark. Populationens storlek är okänd. IUCN kategoriserar arten globalt som otillräckligt studerad.